# Tetrastichus lasiopterae
Tetrastichus lasiopterae är en stekelart som först beskrevs av Karl Eduard Lindeman 1881.  Tetrastichus lasiopterae ingår i släktet Tetrastichus och familjen finglanssteklar. Inga underarter finns listade i Catalogue of Life.